# Toivo Rapeli
Toivo Rapeli, född 12 juli 1903 i S:t Johannes, död 30 oktober 1995 i Helsingfors, var en finländsk präst. 
Rapeli blev sacri ministerii kandidat 1926, var militärpräst 1927–1932, föreståndare för Sairala folkhögskola på Karelska näset 1933–1938 och kyrkoherde i Mola församling 1938–1948. Under och efter kriget arbetade han med sina karelska rötter aktivt för Karelens sak bland annat som chef för en organisation som samlade in medel för att iståndsätta kyrkor för den återvändande befolkningen. Sin egentliga livsgärning utförde han dock inom den evangeliska rörelsen som verksamhetsledare för Finlands lutherska evangelieförbund 1947–1973. Han tilldelades prosts titel 1947. 